# Fortune Head
Fortune Head is een landtong in het zuiden van het eiland Newfoundland, in het oosten van Canada. De landtong is genoemd naar het vlakbij gelegen dorp Fortune. Fortune Head is belangrijk voor de geologie wegens de rijkheid aan fossielen in het lokale gesteente. De landtong en de directe omgeving ervan zijn daarom beschermd door het kleine Ecologisch Reservaat Fortune Head.

## Geologie
In 1992 werd de locatie aangewezen als golden spike (de wereldwijde typelocatie) voor de overgang van het Precambrium naar het Cambrium. Deze overgang wordt gekenmerkt door het verschijnen van hardere lichaamsdelen in fossiele levensvormen. Het is een van de belangrijkste markeerpunten in de geologische geschiedenis en de stratigrafie: naast het Cambrium is het ook de basis van het Paleozoïcum en Fanerozoïcum. 
De gesteentelagen waarin zich de basis van het Cambrium bevindt zijn onderdeel van de Chapel Island Formation. Het zijn lagen siltsteen en zandsteen, die gevormd werden in geleidelijk dieper wordend zeewater.

## Ligging
Fortune Head ligt aan het noordwestelijke uiteinde van Burin, een groot schiereiland in het zuiden van Newfoundland. De landtong ligt op het grondgebied van de gemeente Fortune, op zo'n anderhalve kilometer ten westen van het dorpscentrum.
Rond de typelocatie is een klein beschermd reservaat met een bezoekerscentrum in de plaatselijke vuurtoren. Deze vuurtoren is bereikbaar via een ruim 3 km lange toegangsweg die een eind ten zuiden van Fortune aftakt van provinciale route 220. In het centrum van Fortune bevindt zich nog het Fortune Head Geology Centre.